# Bōgu
Bōgu (kanji: 防具) er en japansk rustning, der anvendes i forbindelse med Kendo og Naginata-do. Rustningen blev udviklet i Tokugawa perioden (1603-1868), men har efterfølgende gennemgået flere ændringer til den form for bōgu, der anvendes i dag - illustreret på billederne.
I Kendo og Naginata-do består bōgu af men, en hjelm der beskytter hovedet, hals og kraveben; dō, en brystplade af bambus eller fiber/plast, der beskytter bryst og abdomen; tare, dækker hofteben og skridt samt kote, der beskytter hånd/håndled og underarm. Desuden anvendes der i Naginata-do, sune-ate, der er skinnebensbeskytter.
Begyndere anvender ikke bōgu med det samme, den først tid går med indlæring af korrekt fodarbejde, kropsbevægelse samt håndtering af shinai (bambussværdet).